# Genopole

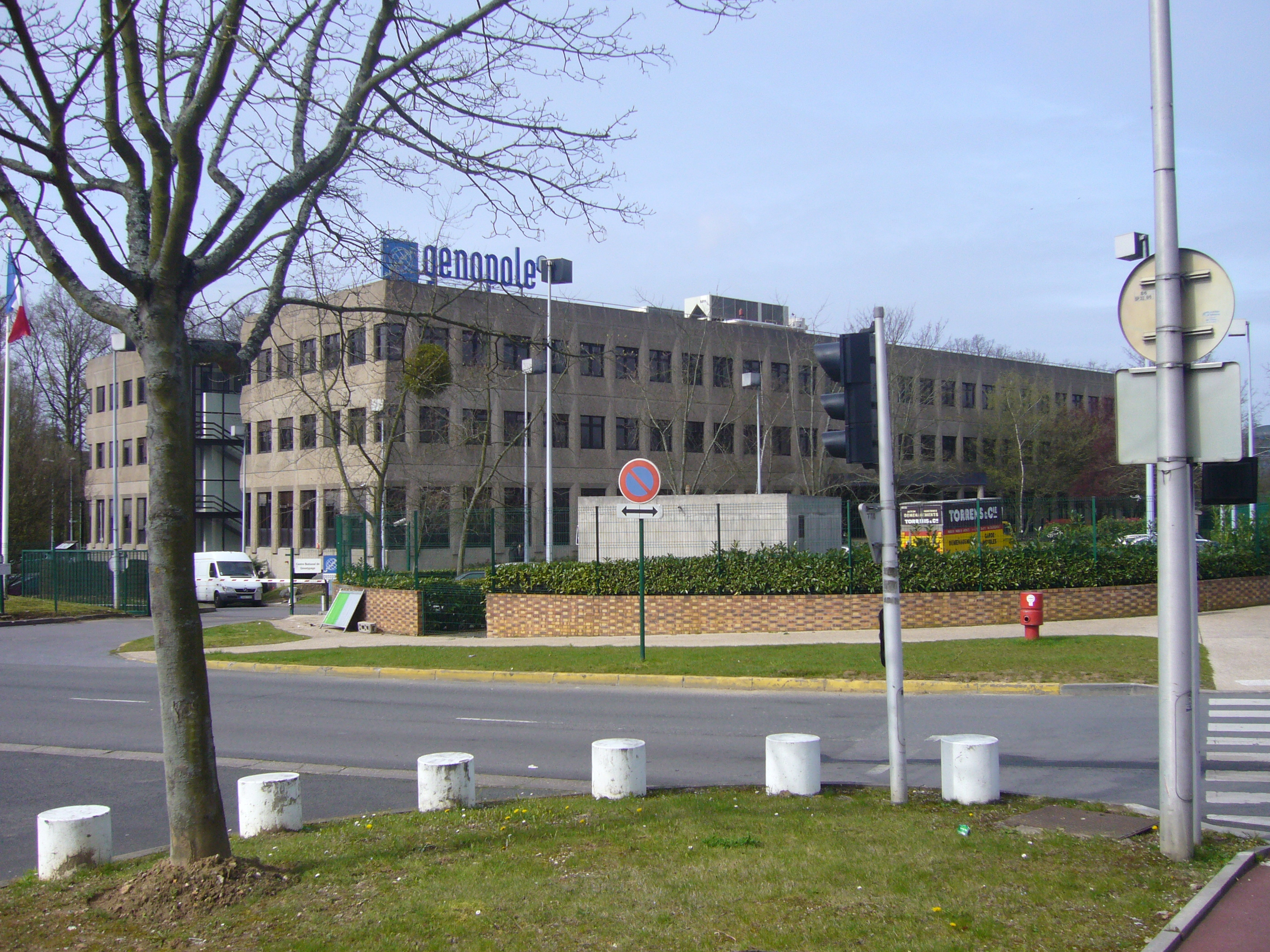
Centre National de Genotypage

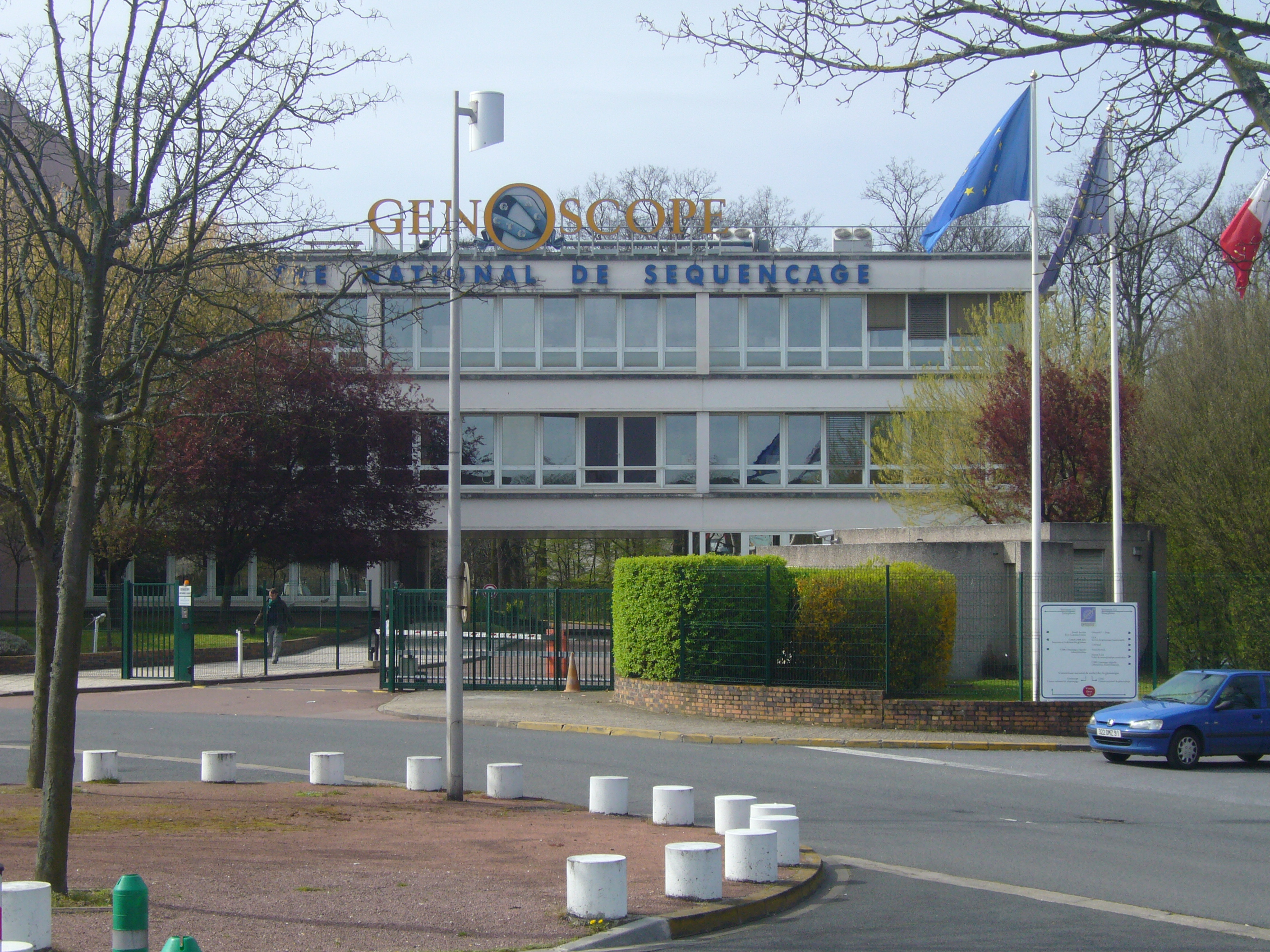

Genopole è la prima tecnopoli in Francia interamente dedicata a bioterapie, ricerca in genetica, genomica, post-genomica, xenobiologia e sviluppo delle industrie biotecnologiche. Si trova a Évry-Courcouronnes.
Gli obiettivi sono:
- Sviluppare un campus di ricerca in genomica e post-genomica, focalizzato sulle terapie geniche, in sinergia con l'Università di Évry-Val d'Essonne;
- Incoraggiare la nascita e promuovere lo sviluppo di aziende biotecnologiche attraverso il supporto nei settori salute, ambiente, agronomia e industria.
- Crea un parco biotecnologico a Évry-Courcouronnes / Corbeil-Essonnes, in collaborazione con il campus di ricerca.

Nel 2018 riunisce in un unico luogo 17 laboratori di ricerca accademica, 87 aziende di biotecnologia, nonché 20 piattaforme scientifiche e piattaforme tecniche condivise attorno all'Università di Évry-Val d'Essonne.